# 碧碧·雷克萨
布莱塔·“碧碧”·雷克萨（英語：Bleta "Bebe" Rexha，/ˈbiːbi ˈrɛksə/，阿爾巴尼亞語發音：[bɛbɛ rɛdʒa]；1989年8月30日—），是一名美國歌手及詞曲作家，擁有阿爾巴尼亞血統。

## 職業生涯

### 2013年-2014年 出道
2013年，雷克薩與華納兄弟唱片公司簽約，擔任獨唱藝人。她已經開始寫幾首歌曲，包括Selena Gomez的歌曲。同年，Rexha也創作並在Cash Cash的單曲“ Take Me Home ”中獻唱。2014年3月21日，Rexha發佈了她的首張專輯《I Can't  Stop Drinking About You 》”。該音樂影片於2014年8月12日發布。2014年11月，雷克薩在說唱歌手皮普的歌曲《This Is Not a Drill》中獻唱。2014年12月，雷克薩發佈了兩首單曲，《I'm Gonna Show You Crazy 》和“ Gone ”。

### 2015年-2017年
2015年1月，雷克萨與G-Easy共同創作了《Me，Myself＆I》。這首歌在Billboard Hot 100 上排名第七，在Billboard Pop Songs 排名第一。2015年5月12日，她通過華納兄弟唱片發佈了她的首張EP《I Don't  Wanna Grow Up》。她還與David Guetta與Nicki Minaj和Afrojack共同創作的單曲《Hey Mama》中獻唱。截至2015年6月，這首歌在Billboard Hot 100 排名第八，獲得了110萬次下載。2016年3月，雷克萨發佈了她的單曲《 No Broken Hearts 》，與Nicki Minaj合作。2016年7月29日，Rexha和荷蘭DJ以及唱片製作人Martin Garrix發佈了他們的單曲《 In the Name of Love》。它在美國Billboard Hot 100 排名第24 位，在美國熱舞/電子歌曲中排名第四，並在包括英國，加拿大，澳大利亞，意大利和紐西蘭在內的多個國家進入前10名。2016年10月28日，Rexha發布了“ I Got You ”在美國Billboard流行歌曲上排名第17，在美國Billboard Hot 100 排名第43 。音樂錄影帶於2017年1月6日發布，四周內觀看次數超過5000萬次，2018年在YouTube上累計觀看了2.5億次。專輯《All Your Fault Pt. 1》在2月17日公佈。6月，她發佈了“ The Way I Are ”並與Lil Wayne合作，收錄於All Your Fault：Pt.2的第一首單曲。2017年7月21日，她與One Direction成員Louis Tomlinson釋出了單曲《回到你身边》。這首歌在Billboard Hot 100 上排名第40 。2017年10月24日，她發佈了單曲《Meant To Be》，並作為“All Your Fault Pt.2”的第二首單曲。這首歌在Billboard Hot 100 上排名第二，截至2018年11月17日在Hot Country Songs排行榜上排名第一。

### 2018年至今 第一張專輯《Expectations》
2018年4月13日，雷克萨釋出了“Ferrari”，和與Quavo合作的“2 Souls On Fire”，作為新專輯《Expectations》的宣傳單曲。6月15日，單曲《I'm A Mess》並成為專輯的第一首單曲，在美國最高排名35名，為她個人獨唱的最高成績，專輯《Expectations》在6月22日推出。在11月20日，她與David Guetta 與 J Balvin合作的單曲《Say My Name》推出，並收錄在David Guetta的專輯“7”，此外，Rexha入圍了葛萊美獎最佳新人的獎項。
2019年2月15日，她推出《Last Hurrah》，在告示牌得到98名，英國得到50名。而5月31日,她與老菸槍雙人組合作的單曲《Call You Mine》在美國告示牌最高得到56名，更得到音樂錄影帶大獎 最佳舞曲。2019年8月30日，她在她的30歲生日釋出了單曲《Not 20 Anymore》，11月，為電影「黑魔女2」所創作的歌曲《You Can't Stop the Girl》釋出。

## 作品列表

### 錄音室專輯
- 《Expectations》（2018年）

### 迷你專輯
- 《I Don't Wanna Grow Up》（2015年）
- 《All Your Fault: Pt. 1》（2017年）
- 《All Your Fault: Pt. 2》（2017年）

## 獎項
2019
第61屆葛來美獎 最佳新歌手 入圍
第61屆葛來美獎 最佳鄉村歌曲 Meant To Be 入圍
告示牌音樂獎 最佳鄉村歌曲 Meant To Be 獲獎
音樂錄影帶大獎 最佳舞曲 Call You Mine 獲獎    
音樂錄影帶大獎 最佳舞曲 Say My Name 入圍

## 外部連結
- 官方网站
- 碧碧·雷克萨的Facebook專頁
- 碧碧·雷克萨的X（前Twitter）
- 碧碧·雷克萨的Instagram帳戶